# CSS Shenandoah
CSS Shenandoah bio je naoružani jedrenjak ratne mornarice Konfederacije Američkih Država. Izgrađen u Škotskoj tijekom treće godine Američkog građanskog rata pod imenom Sea King, trebao je biti britanski trgovački brod, ali ga je vlada Konfederacije u tajnosti kupila i opremila za uništavanje trgovačkog brodovlja Unije na svjetskim oceanima. Pod zapovjedništvom Jamesa Waddella Shenandoah je sljedećih 12 mjeseci nanosila velike štete trgovačkom brodovlju Unije, sve dok posada nije 2. kolovoza 1865. saznala da se Konfederacija predala mjesecima ranije. Da izbjegnu optužbe za piratstvo, posada je brod predala britanskim vlastima u Liverpoolu. 1866. brod je prodan zanzibarskom sultanu Majidu bin Saidu koji ga je preimenovao u El Majidi. 1872. brod je u uraganu nasukan na obali te je kasnije spaljen. 

## Vanjske poveznice
|  | Zajednički poslužitelj ima još gradiva o temi CSS Shenandoah |